# أرتور تشافيز
أرتور تشافيز (بالإسبانية: Arturo Chávez) هو واثب عالي بيروفي، ولد في 12 يناير 1990.

## وصلات خارجية
- أرتور تشافيز على موقع الاتحاد الدولي لألعاب القوى (الإنجليزية)
- أرتور تشافيز على موقع اللجنة الأولمبية الدولية (الإنجليزية)
- أرتور تشافيز على موقع أوليمبيديا (الإنجليزية)